# Nacionalno poosobljenje
Nacionalno poosobljenje, nacionalno utjelovljenje ↓1 ili nacionalna personifikacije je antropomorfizam koji označava prikaz nekog naroda ili nacije u liku jednog čovjeka, životinje ili nekog nacionalnog obilježja. Najčešće je to prikaz žene ili neke osobe važne za povijest prikazanog naroda odnosno nacije. Nacionalno poosobljenje česti je motiv u propragandnim crtežima u novinama ili na plakatima koji pozivaju na obranu zemlje (Uncle Sam) ili slave njezinu veličinu.
Najstarija nacionalna utjelovljenja u liku žene bila su Minerva i Atena koje su predstavljale Rimsko Carstvo. Osim njih, Rimljani su kao izraz nacionalne samosvojnosti koristili i krilaticu Senat i rimski narod (SPQR). Žene kao svoju nacionalnu personifikaciju imaju uglavnom europske zemlje i zemlje povijesnog europskoga utjecaja (Sjedinjene Države), a među njima najpoznatija nacionalna utjelovljenja su britanska Britannia, njemačka Germania, irska Hibernia, švicarska Helvetia, poljska Polonia i američka Columbia.
Osim likovnih prikaza žena kao nacionalnih utjelovljenja, pojedine države svoje poosobljenje imaju u obliku spomenika, kojeg onda obično oslovljavaju s Majka i imenom svoje domovine. Tako Albanci svoje nacionalno utjelovljenje nazivaju Majka Albanija, Armenci Majka Armenija, Bugari Majka Bugarska, Šveđani Majka Svea i Finci Finska djevica. Ovakvo nazivanje nacionalnih utjelovljenja prisutno je kod slavenskih i ugrofinskih naroda.
Od ostalih nacionalnih utjelovljenja najzastupljeniji su muškarci, najčešće narodni junaci ili povijesni likovi, poput Švejka, Johna Bulla ili Jurja Jánošíka. Filipinci kao svoje utjelovljenje uzimaju filipinskog orla, Marokanci berberskog lava, dok se u Belgiji za utjelovljenje uzima kartografski lik Leo Belgicus (Belgijski lav). Neke nacije i narodi, poput Izrelaca i Australaca za svoje nacionalno poosboljenje uzimaju stripovske junake. U ovu skupinu spadaju i Sjedinjene Države (Kapetan Amerika) i Belgija (Tintin).